# Centris chrysitis
Centris chrysitis är en biart som beskrevs av Amédée Louis Michel Lepeletier 1841. Centris chrysitis ingår i släktet Centris och familjen långtungebin. Inga underarter finns listade.